# 哈查西爾克山
14°04′56″S 71°03′39″W / 14.08222°S 71.06083°W
哈查西爾克山（Jach'a Sirk'i），是秘魯的山峰，位於該國南部庫斯科大區，由坎奇斯省的切卡庫佩區負責管轄，屬於安地斯山脈的一部分，海拔高度約4,800米。